# Stachyococcus
Stachyococcus é um género botânico pertencente à família Rubiaceae.

## Espécies
- Stachyococcus adinanthus